# Acacia phlebophylla
Acacia phlebophylla (лат.) — кустарник или небольшое дерево, вид рода Акация (Acacia) семейства Бобовые (Fabaceae), эндемик Виктории (Австралия).

## Ботаническое описание
Acacia phlebophylla — широкий кустарник или небольшое искривлённое дерево, достигающее 5 м в высоту. Близкий родственник Acacia alpina. Имеет крупные кожистые эллиптические плоские, обычно асимметричные филлодии (разросшиеся черешки) длиной 4-14 см, шириной 1,5-6 см, с крупными прожилками. Весной (июнь — декабрь) появляются тёмно-жёлтые палочковидные цветки, широко разбросанные на шипах длиной 4-7 см. Плоды — бобы — созревают в ноябре — марте; длиной 7-10 см, узкие прямые или слегка изогнутые. Стручок содержит 5-10 семян эллиптической формы 5-7,5 мм длиной. Колючки одиночные или сдвоенные, до 6 см длиной.

## Распространение и местообитание
Acacia phlebophylla — эндемик штата Виктории (Австралия). Известен только на высокогорных гранитных склонах национального парка Маунт-Баффало, где он встречается на высоте более 350 м над уровнем моря в лесах и пустошах, часто среди гранитных валунов.

## Использование
Acacia phlebophylla — один из чистейших природных источников психоделического препарата диметилтриптамина, который является преобладающим алкалоидом во всём растении. Однако из-за проблем с сохранением вида эта акация не считается надёжным источником триптаминов. Вместо этого рассматривается использование гораздо более распространенных видов, таких как Acacia obtusifolia.

## Охранный статус
Следует проявлять осторожность с этим видом, поскольку он состоит из одной популяции или метапопуляции, которая на протяжении многих лет была опустошена лесными пожарами и грибковыми инфекциями. Acacia phlebophylla занесена в список редких и находящихся под угрозой исчезновения Департамента устойчивого развития и окружающей среды штата Виктория. Существует серьёзная обеспокоенность по поводу жизнеспособности этой популяции, особенно из-за угрозы грибковых патогенов и других нарушений. Определенный вид местной осы может быть связан с передачей этого грибкового патогена.
Международный союз охраны природы классифицирует вид, как находящийся на грани полного исчезновения.